# Охридские глаголические листки

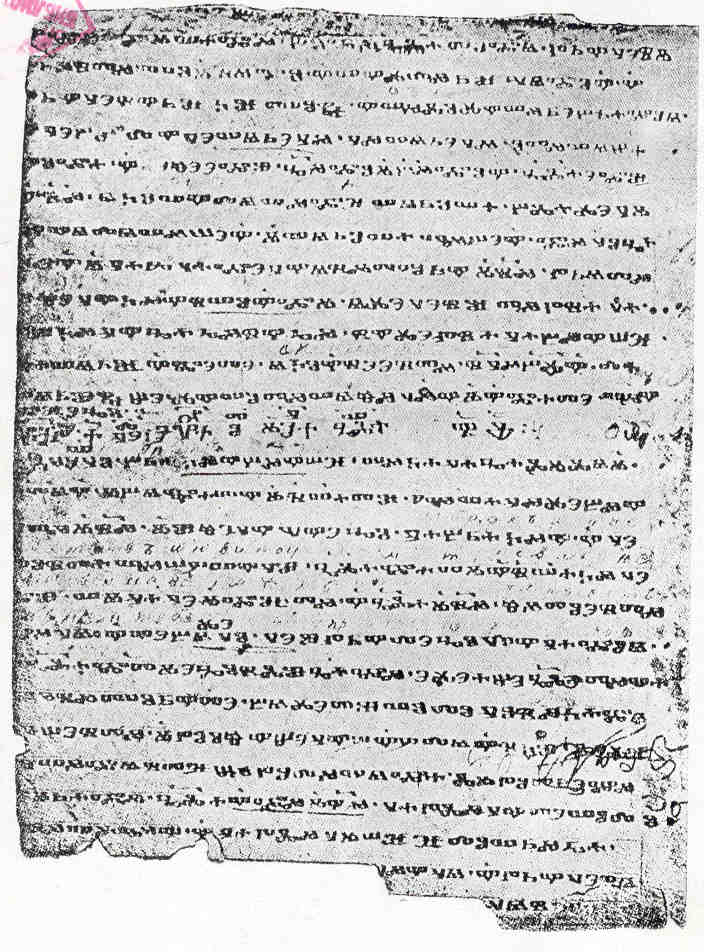
Охридские глаголические листки

Охри́дские глаго́лические листки́ или Охридское евангелие — памятник старославянского языка, два пергаменных листка, написанные глаголицей и содержащие отрывок евангелия-апракоса. Датируются XI веком. Найдены в 1845 году В. И. Григоровичем в Охриде (потому так и называются), хранятся - Одесская национальная научная библиотека (до 1930 года — в библиотеке Одесского университета) под номером 1/2 (532).

## Издания
- И. И. Срезневский, Древные глаголические памятники, т. 1, СПб., 1866, с. 76-87
- Н. К. Грузинский, Охридское евангелие. – Известия Отделения русского языка и словесности Императорской Академии наук, т. XI, 1906, 4, 157-164.
- V. Vondrák, Kirchenslawische Chrestomathie, Göttingen 1910, 9-10.
- Г.А. Ильинский, Охридские глаголические листки. Отрывок древне-церковно-славянского евангелия XI в., Петроград 1915